# Mary Theresa Villiers
Lady Mary Theresa Villiers (8 marzo 1803 – Oxford, 9 novembre 1865) è stata una nobildonna e scrittrice inglese.

## Biografia
Mary era la figlia di George Villiers, e di sua moglie, Theresa Parker.

## Matrimoni

### Primo Matrimonio
Sposò, 6 novembre 1830, il romanziere Thomas Henry Lister (1800-5 giugno 1842), figlio di Thomas Lister. Ebbero tre figli:
- Sir Thomas Villiers Lister (1832-1902);
- Mary Theresa Lister (?-1 febbraio 1863), sposò William Vernon Harcourt, ebbero due figli;
- Alice Beatrice Lister (?-28 marzo 1898), sposò Algernon Borthwick, I barone Glenesk, ebbero due figli.

### Secondo Matrimonio
Sposò, nel 1844, George Cornewall Lewis (21 aprile 1806-13 aprile 1863), figlio di Thomas Frankland Lewis. Non ebbero figli. Grazie alla sua influenza, e quella della sua famiglia, la carriera del marito decollò.
Mary scrisse la biografia di uno dei suoi antenati, Edward Hyde, I conte di Clarendon. Nel 1852 pubblicò il suo primo lavoro che era una raccolta di biografie basate sulle persone conosciute da Edward Hyde, I conte di Clarendon, e fu intitolato The Lives of the Friends and Contemporaries of Lord Chancellor Clarendon. Il libro aveva lo scopo di illustrare i ritratti nella galleria di Clarendon a The Grove, Watford.
Il suo lavoro impressionò così tanto la scrittrice Mary Berry che gli lasciò i suoi documenti (tramite Sir Thomas Frankland Lewis) in modo che potesse pubblicare nel 1865 Extracts of the Journals and Correspondence of Miss Berry from the year 1783 to 1852.
Curò un romanzo di Emily Eden intitolato The Semi-Detached House nel 1859, e scrisse due opere teatrali, basate sulle fiabe per i bambini.

## Morte
Morì nel Brasenose College di Oxford nel 1865 per cancro.

## Ascendenza
|                                       |             |                                    | Genitori                                                  |  |  | Nonni |  |  | Bisnonni                             |  |  | Trisnonni                          |  |
|                                       |             |                                    |                                                           |  |  |       |  |  | William Villiers, II conte di Jersey |  |  | Edward Villiers, I conte di Jersey |  |
|                                       |             |                                    |                                                           |  |  |       |  |  | William Villiers, II conte di Jersey |  |  | Edward Villiers, I conte di Jersey |  |
|                                       |             | Barbara Chiffinch                  |                                                           |  |  |       |  |  | William Villiers, II conte di Jersey |  |  |                                    |  |
| Thomas Villiers, I conte di Clarendon |             |                                    |                                                           |  |  |       |  |  | William Villiers, II conte di Jersey |  |  |                                    |  |
|                                       |             | Judith Herne                       | Frederick Herne                                           |  |  |       |  |  |                                      |  |  |                                    |  |
|                                       |             | Judith Herne                       | Frederick Herne                                           |  |  |       |  |  |                                      |  |  |                                    |  |
|                                       |             | Judith Herne                       | Elizabeth Lisle                                           |  |  |       |  |  |                                      |  |  |                                    |  |
| lord George Villiers                  |             | Judith Herne                       |                                                           |  |  |       |  |  |                                      |  |  |                                    |  |
|                                       |             | William Capell, III conte di Essex | Algernon Capell, II conte di Essex                        |  |  |       |  |  |                                      |  |  |                                    |  |
|                                       |             | William Capell, III conte di Essex | Algernon Capell, II conte di Essex                        |  |  |       |  |  |                                      |  |  |                                    |  |
|                                       |             | William Capell, III conte di Essex | lady Mary Bentinck                                        |  |  |       |  |  |                                      |  |  |                                    |  |
| lady Charlotte Capell                 |             | William Capell, III conte di Essex |                                                           |  |  |       |  |  |                                      |  |  |                                    |  |
|                                       |             | lady Jane Hyde                     | Henry Hyde, IV conte di Clarendon e II conte di Rochester |  |  |       |  |  |                                      |  |  |                                    |  |
|                                       |             | lady Jane Hyde                     | Henry Hyde, IV conte di Clarendon e II conte di Rochester |  |  |       |  |  |                                      |  |  |                                    |  |
|                                       |             | lady Jane Hyde                     | Jane Leveson-Gower                                        |  |  |       |  |  |                                      |  |  |                                    |  |
| lady Mary Theresa Villiers            |             | lady Jane Hyde                     |                                                           |  |  |       |  |  |                                      |  |  |                                    |  |
|                                       | John Parker | George Parker                      |                                                           |  |  |       |  |  |                                      |  |  |                                    |  |
|                                       | John Parker | George Parker                      |                                                           |  |  |       |  |  |                                      |  |  |                                    |  |
|                                       | John Parker | Anne Buller                        |                                                           |  |  |       |  |  |                                      |  |  |                                    |  |
| John Parker, I barone Boringdon       | John Parker |                                    |                                                           |  |  |       |  |  |                                      |  |  |                                    |  |
|                                       |             | lady Catherine Poulett             | John Poulett, I conte Poulett                             |  |  |       |  |  |                                      |  |  |                                    |  |
|                                       |             | lady Catherine Poulett             | John Poulett, I conte Poulett                             |  |  |       |  |  |                                      |  |  |                                    |  |
|                                       |             | lady Catherine Poulett             | Bridget Bertie                                            |  |  |       |  |  |                                      |  |  |                                    |  |
| hon. Theresa Parker                   |             | lady Catherine Poulett             |                                                           |  |  |       |  |  |                                      |  |  |                                    |  |
|                                       |             | Thomas Robinson, I barone Grantham | sir William Robinson, I baronetto                         |  |  |       |  |  |                                      |  |  |                                    |  |
|                                       |             | Thomas Robinson, I barone Grantham | sir William Robinson, I baronetto                         |  |  |       |  |  |                                      |  |  |                                    |  |
|                                       |             | Thomas Robinson, I barone Grantham | Mary Aislabie                                             |  |  |       |  |  |                                      |  |  |                                    |  |
| hon. Theresa Robinson                 |             | Thomas Robinson, I barone Grantham |                                                           |  |  |       |  |  |                                      |  |  |                                    |  |
|                                       |             | Frances Worsley                    | Thomas Worsley                                            |  |  |       |  |  |                                      |  |  |                                    |  |
|                                       |             | Frances Worsley                    | Thomas Worsley                                            |  |  |       |  |  |                                      |  |  |                                    |  |
|                                       |             | Frances Worsley                    | Mary Frankland                                            |  |  |       |  |  |                                      |  |  |                                    |  |
|                                       |             | Frances Worsley                    |                                                           |  |  |       |  |  |                                      |  |  |                                    |  |